# Akhil Bharatiya Ram Rajya Parishad
Akhil Bharatiya Ram Rajya Parishad (ABRRP, oder kurz RRP, Hindi अखिल भारतीय राम राज्य परिषद, „Gesamtindischer Rat für die Herrschaft Ramas“) war eine hindunationalistische Partei in Indien. Sie wurde kurz nach der Unabhängigkeit 1948 gegründet. Ihren größten Erfolg erzielte die Partei bei der ersten gesamtindischen Parlamentswahl 1951/52. Danach nahm ihr politisches Gewicht ab und in den 1960er Jahren schloss sich ein Teil ihrer Funktionsträger der Bharatiya Jana Sangh („Jan Sangh“), der Vorläuferpartei der heutigen Bharatiya Janata Party (BJP), an. Seither spielt die Partei keine wesentliche Rolle mehr. Unter allen großen hindunationalistischen Organisationen (neben Hindu Mahasabha, Jan Sangh und Rashtriya Swayamsevak Sangh) in den Anfangsjahren der indischen Republik vertrat RRP die konservativsten Ansichten.

## Parteigeschichte

Die aufgehende Sonne – das Wahlsymbol auf Stimmzetteln, das Ram Rajya Parishad bei der gesamtindischen Wahl 1951/52 durch die Indische Wahlkommission zugeteilt bekommen hatte

Die Partei wurde 1948 durch Swami Karpatri, einen nordindischen Hindu-Mönch und Asketen gegründet. Die Führungsspitze der Partei wurde sehr stark durch Vertreter ehemals regierender Fürstendynastien sowie Zamindare geprägt. Vor der ersten Parlamentswahl 1951/52 veröffentlichte RRP ein 40 Seiten umfassendes Wahlmanifest. Über dieses Manifest schrieb ein westlicher Beobachter:

„Bei dem Versuch, sich mit den Prinzipien der Parishad vertraut zu machen, muss man große Teile des Manifests aus dem Jahr 1951 lesen, bevor einem klar wird, dass es sich bei der Organisation um eine politische Partei handelt. Dieses Dokument ist vollgestopft mit Sanskrit-Zitaten, moralischen Ermahnungen, metaphysischen Feinheiten und sogar Argumenten für die Existenz Gottes.“

Im Wahlmanifest wurden die „guten alten Zeiten“ der Herrschaft Ramas beschworen: „In den gesegneten Zeiten der Herrschaft Lord Ramas waren alle Bürger zufrieden, glücklich, strebten nach Bildung und waren der Religion zugewandt. […] Alle waren ehrlich, keiner geizig; keiner war unfreundlich und keinem fehlte es an Umsicht; und vor allem war keiner Atheist. Alle folgten dem Pfad der Religion.“ Die moderne Welt sei davon abgekommen aber „Säkularer Materialismus hat nicht die Kraft, den Zustand dauerhafter Glückseligkeit wieder herbeizuführen.“ Die im Vorjahr in Kraft getretene indische Verfassung sei Flickwerk, das sklavisch an westlichen Vorbildern orientiert sei und keiner ihrer Teile sei ein Ausdruck der indischen Kultur. Die Verfassung müsse daher komplett ersetzt werden. Die neue Verfassung solle Religionsfreiheit garantieren und das Volk solle nach dem Prinzip des Dharma regiert werden.
Die orthodoxe und konservativ-traditionalistische Haltung von RRP wurde vor allem in der Frage des Kastensystems deutlich. Während Jan Sangh, Mahasabha und RSS das Kastensystem in verschiedenem Maße ablehnten und die Diskriminierung der Dalits durch dasselbe verurteilten, sprach sich RRP für eine Besserstellung der Dalits, aber nicht gegen das Kastenwesen aus. Das Kastenwesen mit seiner Einteilung nach sozialem Status und Berufsgruppen sei notwendig und nützlich für ein geordnetes gesellschaftliches Zusammenleben. Als eine Maßnahme zur Besserung der Situation der Dalits wurde von RRP die Beschäftigung in der Lederverarbeitung oder in Sanitäranlagen vorgeschlagen, da diese Arbeiten durch höhere Kasten traditionell als „unrein“ abgelehnt wurden. Des Weiteren sprach sich RRP  für ein vollständiges Verbot des Schlachtens von Kühen und des Alkoholkonsums aus. Besonders agitierte RRP gegen die Reform des Hindu-Personenrechts, die in mehreren Gesetzen (Hindu Code Bills) durch die Regierung Nehru in den 1950er Jahren betrieben wurde.
Bei den Wahlen 1951/52 zum gesamtindischen Parlament und zu den Parlamenten der Bundesstaaten warben die hindunationalistischen Parteien (Jan Sangh, Mahasabha und RRP) weitgehend um dieselbe Wählerschaft. RPP wurde durch die Indische Wahlkommission als „nationale Partei“ anerkannt und kandidierte in 61 Wahlkreisen. Die Partei erhielt landesweit 2,0 % der Stimmen und gewann 3 von 401 Wahlkreisen bzw. 489 Mandaten (alle in Rajasthan). Den höchsten Stimmenanteil erzielte sie in Madhya Bharat (14,3 %), Rajasthan (9,4 %) und Ajmer (7,6 %). Bei den Wahlen zu den Bundesstaatsparlamenten gewann die Partei insgesamt 32 Wahlkreise (24 in Rajasthan, 3 in Madhya Pradesh, je 2 in Madhya Bharat und Vindhya Pradesh, sowie einen in Bihar). Bei den folgenden Wahlen 1957 und 1962 nahm der Stimmen- und Mandatsanteil dann deutlich ab (0,38 % und 0,6 %) und die Partei zählte nur noch mehr als „bundesstaatliche Partei“. 1957 gewann sie kein Mandat und 1962 zwei (in Madhya Pradesh und Rajasthan). In Rajasthan verlor die Partei Wähler vor allem an die neu gegründete Swatantra-Partei. Von ihren Gegnern, insbesondere aus Nehrus Kongresspartei, wurde die Partei als reaktionär-obskurantistisch, antidemokratisch und als ein politisches Vehikel für Angehörige der Herrschaftskasten aus den alten Fürstenstaaten angesehen.
Nach der Wahl 1962 löste sich die Parteiorganisation von RRP weitgehend auf und ein Teil des Führungspersonals wechselte zur Jan Sangh.